# Rally La Vila Joiosa de 2007
El Rally La Vila Joiosa de 2007 fue la 17.ª edición del rally y la primera ronda de la temporada 2007 del Campeonato de España de Rally. Se celebró entre el 23 y el 24 de marzo y contó con un itinerario que sumaba un total de 202,83 km cronometrados.

## Clasificación final
| Pos. | Piloto              | Copiloto            | Automóvil                      | Tiempo    | Diferencia |
| ---- | ------------------- | ------------------- | ------------------------------ | --------- | ---------- |
| 1.   | Miguel Ángel Fuster | José Vicente Medina | Fiat Abarth Grande Punto S2000 | 2:10:23.7 | 0.0        |
| 2.   | Alberto Hevia       | Alberto Iglesias    | Volkswagen Polo MK4 S2000      | 2:11:41.7 | +1:18.0    |
| 3.   | Xavi Pons           | Xavier Amigo        | Mitsubishi Lancer Evo IX       | 2:12:10.6 | +1:46.9    |
| 4.   | Pedro Burgo         | Marcos Burgo        | Mitsubishi Lancer Evo IX       | 2:13:41.5 | +3:17.8    |
| 5.   | Jesús Puras         | Carlos Del Barrio   | Mitsubishi Lancer Evo IX       | 2:14:16.5 | +3:52.8    |
| 6.   | Josep Basols        | Álex Haro           | Mitsubishi Lancer Evo IX       | 2:14:29.9 | +4:06.2    |
| 7.   | Sergio Pérez        | Pablo Marcos        | Renault Clio S1600             | 2:15:17.2 | +4:53.5    |
| 8.   | Víctor Senra        | David Vázquez       | Mitsubishi Lancer Evo IX       | 2:17:04.5 | +6:40.8    |
| 9.   | Alberto Meira       | Álvaro Bañobre      | Mitsubishi Lancer Evo IX       | 2:17:16.9 | +6:53.2    |
| 10.  | Álvaro Muñiz        | César Blanco        | Mitsubishi Lancer Evo IX       | 2:17:26.0 | +7:02.3    |